# ゴーゴージャグラーV
ゴーゴージャグラーVは、2004年に北電子が開発・販売したパチスロ機である。ホールには2004年2月から導入が開始されているが検定を通過したのは2002年4月であり4号機区分としては4.0号機に区分される。
基本スペックはゴーゴージャグラーと変わらないが、ストップボタンが大きいことや筐体カラーが緑色でリール始動時の先告知搭載、更にはリプレイ絵柄がサイからリス（リスタート）に変更されたこと等がゴーゴージャグラーとの相違点であり、かのジャグラーVの実質、名目的にも後継機であることが窺える。